# Cyclocardia gouldii
Cyclocardia gouldii är en musselart som först beskrevs av Dall 1903.  Cyclocardia gouldii ingår i släktet Cyclocardia och familjen Carditidae. Inga underarter finns listade i Catalogue of Life.